# Walibi Holland
Walibi Holland – park rozrywki otwarty w 1971 roku pod nazwą Flevohof w Biddinghuizen, w holenderskiej prowincji Flevoland.

## Historia
Park działał w latach 1971–1991 jako park edukacyjny pod nazwą Flevohof.
W 1994 roku park został przejęty przez Walibi Group i otwarty ponownie, już jako park rozrywki.
W 1998 roku sieć Walibi Group została przejęta przez grupę Premier Parks.
W 2000 roku, po przejęciu przez Premier Parks grupy Six Flags, park zmienił nazwę na Six Flags Holland.
W 2004 roku grupa Six Flags sprzedała swoje europejskie parki grupie Palamon Capitol Partners, w wyniku czego park stał się częścią sieci Star Parks Europe.
W 2006 roku sieć Star Parks Europe została sprzedana nowemu właścicielowi, Grévin & Cie, w wyniku czego park stał się częścią Compagnie des Alpes.
W 2021 roku park wyposażył kolejkę górską Condor – pierwszy w historii egzemplarz modelu Suspended Looping Coaster – w nowe pociągi, zapewniające płynniejszy przejazd i zabezpieczenia mniej ograniczające ruchy pasażerów. W związku z tym zmodyfikowane musiały być niektóre z podpór kolejki, poprzez dostosowanie ich szerokości do większej skrajni nowych pojazdów.
W związku z częstymi zmianami właścicieli park w swojej historii wielokrotnie zmieniał nazwę:
| Lata      | Sieć                | Nazwa             |
| --------- | ------------------- | ----------------- |
| 1971–1991 | –                   | Flevohof          |
| 1994–1997 | Walibi Group        | Walibi Flevo      |
| 1998–1999 | Premier Parks       | Walibi Flevo      |
| 2000–2004 | Six Flags           | Six Flags Holland |
| 2004–2005 | Star Parks Europe   | Six Flags Holland |
| 2005–2010 | Compagnie des Alpes | Walibi World      |
| 2011+     | Compagnie des Alpes | Walibi Holland    |

## Kolejki górskie

### Czynne
W roku 2025 w parku czynnych było 9 kolejek górskich.
| # | Nazwa               | Producent  | Data otwarcia    | Typ                                  | Wysokość [m] | Prędkość [km/h] | Źródło        |
| - | ------------------- | ---------- | ---------------- | ------------------------------------ | ------------ | --------------- | ------------- |
| 1 | Drako               | Zierer     | 1992             | stalowa rodzinna                     | 6            | 32              | [ 4 ]         |
| 2 | Condor              | Vekoma     | maj 1994         | stalowa odwrócona                    | 31           | 80              | [ 5 ]         |
| 3 | Xpress: Platform 13 | Vekoma     | kwiecień 2000    | stalowy launched coaster             | 25,8         | 90              | [ 6 ]         |
| 4 | Speed of Sound      | Vekoma     | 22 kwietnia 2000 | stalowy shuttle coaster              | 35,5         | 75,6            | [ 7 ]         |
| 5 | Goliath             | Intamin    | 29 marca 2002    | stalowa                              | 46,8         | 106             | [ 8 ]         |
| 6 | Lost Gravity        | Mack Rides | 24 marca 2016    | stalowa                              | 32           | 87              | [ 9 ]         |
| 7 | Untamed             | RMC        | 1 lipca 2019     | hybrydowa                            | 36,5         | 92              | [ 10 ]        |
| 8 | Eat My Dust         | Zamperla   | 7 kwietnia 2023  | stalowa rodzinna                     | 11,8         | 40              | [ 11 ] [ 12 ] |
| 9 | YoY                 | RMC        | 5 kwietnia 2025  | stalowy jednoszynowy dueling coaster | 29           | 82              | [ 13 ] [ 14 ] |
| 9 | YoY                 | RMC        | 5 kwietnia 2025  | stalowy jednoszynowy dueling coaster | 29           | 80              | [ 13 ] [ 14 ] |

### Usunięte
Ze wszystkich 12 kolejek górskich otwartych w historii parku 3 zostały usunięte.
| # | Nazwa                     | Producent   | Data otwarcia | Data zamknięcia      | Typ       | Wysokość [m] | Prędkość [km/h] | Źródło |
| - | ------------------------- | ----------- | ------------- | -------------------- | --------- | ------------ | --------------- | ------ |
| 1 | City Jet                  | Schwarzkopf | 1976          | 1976                 | stalowa   | ?            | ?               | [ 16 ] |
| 2 | Flying Dutchman Gold Mine | Mack Rides  | 2000          | 2010                 | stalowa   | 14           | 45              | [ 17 ] |
| 3 | Robin Hood                | Vekoma      | 2000          | 28 października 2018 | drewniana | 32           | 80              | [ 18 ] |